# キーフ・カウボーイ
キーフ・カウボーイ（英語: Keef Cowboy、1960年9月20日 - 1989年9月8日）またはカウボーイ（Cowboy）は、アメリカ合衆国のラッパー。
本名はロバート・キース・ウィギンズ（Robert Keith Wiggins）。
グランドマスター・フラッシュ・アンド・ザ・フューリアス・ファイブのメンバーとして知られ、一説として『ヒップホップ』という言葉を発明した人物であるとされている。

## 生涯と活動
1977年までに友人であったDJフラッシュ（現・グランドマスター・フラッシュ）からMCにスカウトされ、バンドでダンサーとハイプマンをしていた。また、パフォーマンス中の観客とのコミュニケーションとして、コール・アンド・レスポンスを取り入れた先駆者であった。1983年にグループを脱退した後はメリー・メルとともにシングル『ホワイト・ラインズ（ドント・ドント・ドゥ・イット）』を発表し、1985年にはアルバム『グランドマスター・メリー・メル・アンド・ザ・フューリアス・ファイブ』を発表した。『ヒップホップ』という語の発明については、1978年に陸軍に入隊したばかりの友人をからかっていたときに作った言葉を、兵士の行進のリズムのようにスキャットで歌い、のちにこのリズムをステージでのパフォーマンスに取り入れたと言われている。薬物の過剰摂取により28歳で死去した。キーフ・カウボーイについて、1998年にギャング・スターが発表した『イン・メモリー・オブ・・・』という曲の中で言及がなされている。

## アルバム・ディスコグラフィ
に一部基づいている。
- グランドマスター・フラッシュ・アンド・ザ・フューリアス・ファイブ - The Message (1982)
- グランドマスター・フラッシュ・アンド・ザ・フューリアス・ファイブ - Greatest Messages (1983)
- グランドマスター・メリー・メル・アンド・ザ・フューリアス・ファイブ - Grandmaster Melle Mel and the Furious Five (1985)
- グランドマスター・フラッシュ・アンド・ザ・フューリアス・ファイブ - On the Strength (1988)